# Gemeine Sandwespe
Die Gemeine Sandwespe (Ammophila sabulosa) ist ein Hautflügler aus der Familie der Sphecidae. Die Art ist in Mitteleuropa häufig und nicht gefährdet.

## Merkmale
Die Tiere erreichen eine Körperlänge von 16 bis 24 Millimetern (Weibchen) bzw. 14 bis 19 Millimetern (Männchen) und sind damit die größten Sandwespen in Mitteleuropa.
Der Thorax ist ebenso wie der Kopf schwarz und etwas länger behaart als bei den anderen Sandwespen. Der Mesothorax ist dabei auch am Rücken behaart. Der Hinterleib ist vorne an der Einengung schwarz, der mittlere Bereich ist orangerot, die hintere Hälfte ist schwarz und hat einen mehr oder weniger stark ausgeprägten blauen Schimmer. Das Propodeum ist vollständig behaart.
Die zweite Cubitalzelle der Vorderflügel ist anders als bei der ähnlichen Feldsandwespe (Ammophila campestris) nicht gestielt, die dritte Cubitalzelle ist trapezförmig. Die Art kann mit den weiteren Sandwespenarten verwechselt werden, ist aber bei Kenntnis der Merkmale klar von ihnen zu unterscheiden.

## Vorkommen
Die Gemeine Sandwespe ist in Europa und Asien, nördlich bis etwa zum Polarkreis und östlich bis in die Mongolei verbreitet. Sie steigt im Bergland bis in etwa 2000 Meter Seehöhe. Sie ist in Mitteleuropa meist überall häufig anzutreffen, kommt aber in geringen Populationsdichten vor, obwohl sie hier die häufigste Sandwespenart ist. Man findet sie an sandigen, schwach bewachsenen Orten, wie etwa in Sand- und Kiesgruben, oder an vegetationsarmen Böschungen, aber auch im Siedlungsgebiet. Sie fliegt teilweise in zwei Generationen von Mitte Mai bis Oktober.

## Lebensweise

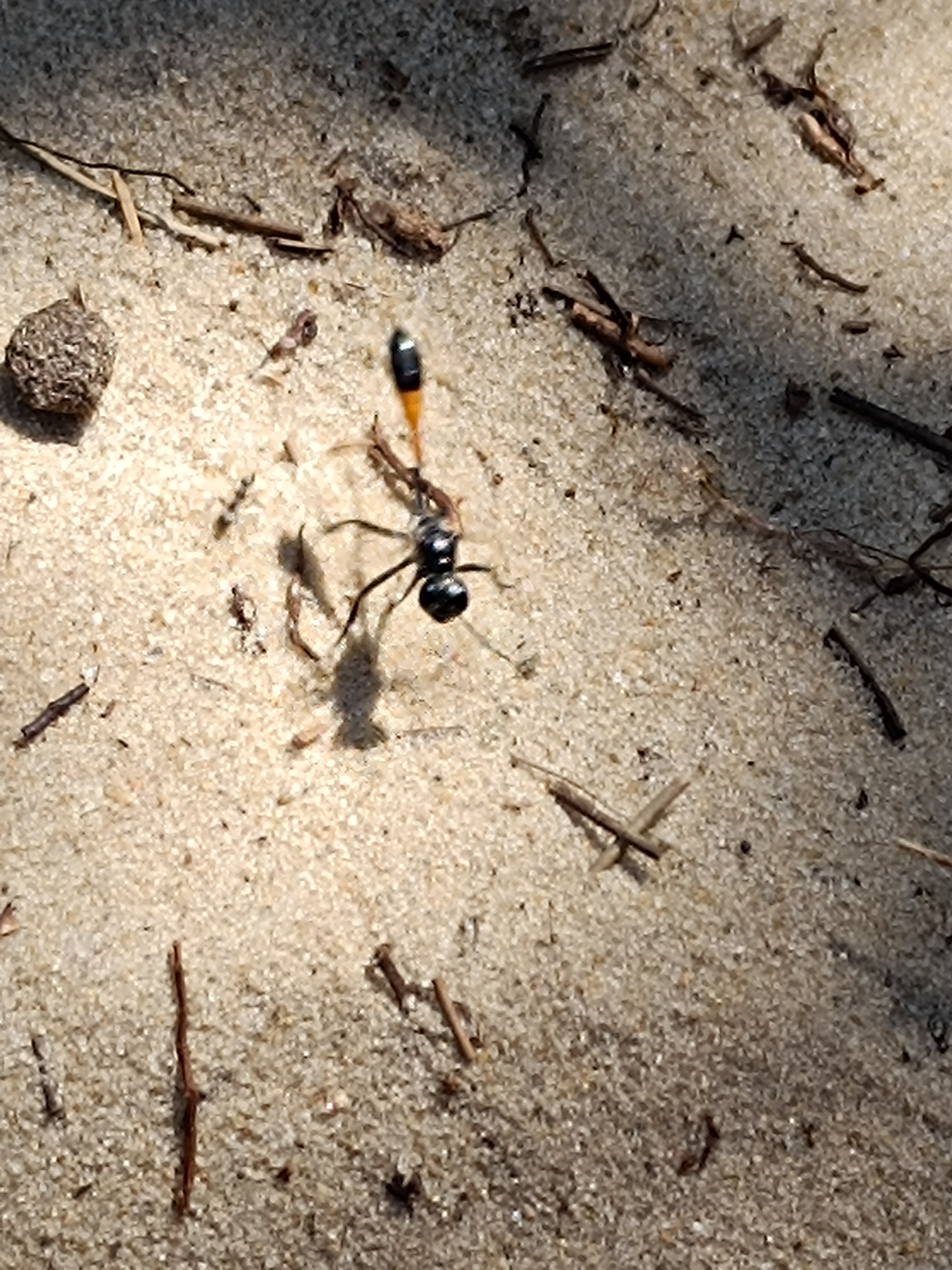
Gemeine Sandwespe im Landeanflug

Anders als die Dreiphasen-Sandwespe (Ammophila pubescens) transportiert die Gemeine Sandwespe nur ein bis zwei – mitunter sehr große – Raupen in ihr Nest. Bevorzugt werden Raupen von Eulenfaltern (Noctuidae) gefangen, die unbehaart sind. Die Raupe wird mit den Mandibeln ergriffen und über mehrere Meter hinweg zu Fuß zum Nest gebracht. Maximal werden kurze Flugsprünge gemacht, auch wenn die Beute klein ist, was die Art ebenso von der Dreiphasen-Sandwespe unterscheidet. Immer wieder wird die Beute zur Orientierung abgelegt. Das Nest, in dem nur eine Zelle angelegt wird, erreicht eine Tiefe von 5 bis 20 Zentimetern. Der Sandaushub des Nestes wird zu Fuß weggebracht und nahe am Nest abgeworfen. Es wird keine Brutpflege betrieben, der Nesteingang wird nach dem Eintragen der Beute und der Eiablage durch ein Steinchen oder ähnliches verschlossen und danach mit Sand bedeckt. Anschließend wird der Boden um den Nesteingang senkrechtstehend mit dem Kopf oder mit einem Steinchen, das mit den Mandibeln getragen wird, festgestampft. Gelegentlich wird das Nest durch Artgenossen aufgebrochen und die Beute wird gestohlen. Insgesamt kann ein Weibchen bis zu 10 Nester anlegen, was in der Regel in einem Umkreis von etwa 150 Metern geschieht.

## Belege